# Саурис
Са̀урис (на италиански и на фриулски: Sauris, Аркоа, на немски: Zahre, Царе) е село и община в Северна Италия, провинция Удине, автономен регион Фриули-Венеция Джулия. Разположено е на 1212 m надморска височина. Населението на общината е 429 души (към 2010 г.).
В общинската територия се говори особен диалект на немския език, който има официален статус заедно с италианския и фриулския език.